# Förlag Waterglobe Productions
Förlag Waterglobe Productions är ett svenskt bokförlag startat i Malmö 2012 av Marko T Wramén. 

## På förlaget utgivna titlar
- 2017 66 favoriter på Kuba (Marko T Wramén och Anna W Thorbjörnsson), reseguidebok. ISBN 9789198242560
- 2017 Insjöar – där sagan möter verkligheten (Tobias Dahlin), fotobok, ISBN 9789198242553
- 2016 Waterlife (Marko T Wramén och Anna W Thorbjörnsson), konstfotobok, ISBN 9789198242522
- 2016 Reflektera (Patrick Stahl), ledarskapsbok, ISBN 9789198242546
- 2016 ENIGMA (Anna Ósk Erlingsdóttir och Oscar Sjölander), fotobok, ISBN 9789198242539
- 2015 STARK (Patrick Stahl), ledarskapsbok, ISBN 9789198242515
- 2015 Arkitekturkulturen (Mattias Backström), fotobok, ISBN 9789198039498
- 2015 Min tid som raggare (Larz Lundgren), roman, ISBN 9789198039481
- 2015 Nakensnäckor (Klas Malmberg och Kennet Lundin), marinbiologi, ISBN 9789198039474
- 2014 Västerhavet – en hotad skönhet (Tobias Dahlin), fotobok, ISBN 9789198039467
- 2013 På väg till Charlotta Anderson (Jonas Bergh), roman, ISBN 9789198039450
- 2013 Söta Serier (Andi Almqvist), seriealbum, ISBN 9789198039443
- 2013 Livet under ytan – en marin artguide (Klas Malmberg), marinbiologi, ISBN 9789198039436
- 2012 Kvarteret (Niclas Tilosius), fotobok, ISBN 9789198039429
- 2012 Trots allt – livet bakom muren (Marko T Wramén), fotobok, ISBN 9789198039412
- 2012 Blackwell (Jenny K Lundgren), poesi, ISBN 9789198039405